# Prieuré du Bourget
Le prieuré du Bourget est un ancien monastère du XIe siècle situé en France sur la commune du Bourget-du-Lac, dans le département de la Savoie en région Auvergne-Rhône-Alpes.

## Introduction
Fondé au XIe siècle par Saint-Odilon, cinquième abbé de l'influent ordre de Cluny, sur la route entre Lemencum (Chambéry) et Yenne, le prieuré du lac de Bourget fut l'un des établissements monastiques les plus prospères de Savoie. La bienveillance de la Maison de Savoie, dont les ruines du château du comte Thomas II de Savoie se situent à moins de 15 minutes à pied du Bourget, concourut au succès de l'entreprise clunisienne. Bénéficiant de surcroît de nombreux privilèges et de possessions suffisamment étendues, la communauté put exprimer par un art de qualité sa réussite tant spirituelle que matérielle.
Le prieuré fut dédié à saint Maurice, saint patron de la maison de Savoie, lequel saint est particulièrement honoré dans la région, ayant en outre donné son nom à l'ordre de chevalerie de la Maison de Savoie.
Subsistent aujourd'hui du prieuré du Bourget la prioriale, devenue église paroissiale Saint-Laurent, le cloître ainsi que l'ancien potager transformé en jardin d'agrément au XXe siècle par la dernière propriétaire des lieux. L'ensemble monastique a depuis lors été racheté par la municipalité du Bourget.
Plusieurs propriétaires se sont succédé au prieuré depuis sa fondation. Occupé par six bénédictins de Cluny et leur prieur jusqu'en 1582, le prieuré connut ensuite la présence des jésuites jusqu'à l'interdiction de l'ordre de Saint-Ignace par les souverains de Savoie en 1773. Les biens furent alors confiés aux franciscains, la Révolution française mettant un terme à l'affectation monastique du lieu. Vendu comme bien national, il fut acheté par un notaire puis par un paysan, lesquels propriétaires accordèrent peu d'attention à ses spécificités artistiques, endommageant ainsi la loge comtale et convertissant l'église en une grange.

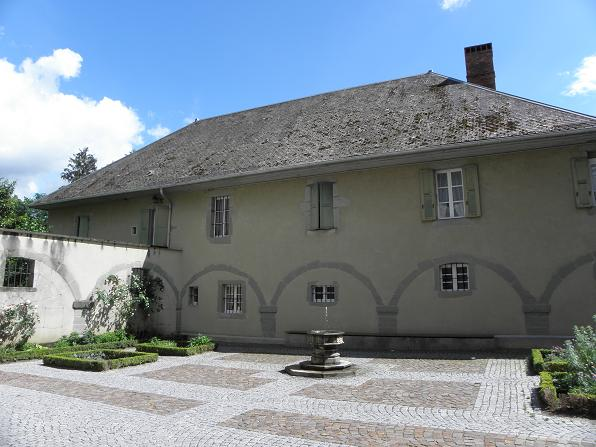
Cour d'entrée du Prieuré du Bourget du Lac

En 1902 un notable chambérien, J. Barut, se qualifiant lui-même d'amateur d'art, racheta le prieuré, contribuant au classement d'une partie des bâtiments au titre des monuments historiques (le cloître, la galerie Montmayeur et l'escalier à vis de la tour des comtes). À sa mort, le prieuré fut acquis par Lucy Tate, épouse du duc de Choiseul-Praslin qui aménagea le tout en habitation sans pour autant modifier la structure générale de l'édifice, transformant par ailleurs les jardins dans un esprit classique.
Au cours de la première guerre mondiale, les bâtiments furent réquisitionnés. En 1952, la commune s'en porta acquéreur, y organisant depuis spectacles, expositions, etc.

## Les premiers temps du prieuré

### Une fondation légendaire
Plusieurs légendes entourent la fondation du prieuré, l'une d'elles en faisant l'expression de gratitude du comte Humbert aux Blanches Mains remerciant Dieu de lui avoir donné plusieurs fils. Plus connue et généralement acceptée, une autre légende place la fondation en 1030, faisant d'Odilon, cinquième abbé de Cluny, l'instigateur de la fondation. Revenant d'Italie, il serait tombé malade près de l'actuel hameau de Metassine, rêvant à cette occasion d'Humbert de Savoie et de Saint-Maurice plantant une épée sur une colline proche. Ayant recouvré la santé au matin, il aurait interprété cette guérison comme un signe divin lui enjoignant de se rendre près du comte, qui résidait alors à Aix-les-Bains, lequel lui aurait remis une charte de fondation. Un monastère aurait été conséquemment fondé sur la colline Saint-Jean, transféré quelques années plus tard au bord de la Leysse à l'emplacement d'un ancien temple dédié à Mercure. 

Hugues de Semur

Cette légende semble attestée par une charte confirmant l'antiquité de la fondation du prieuré, l'étendue de ses privilèges, la sollicitude et la protection spéciale de la Maison de Savoie. Il s'agit sans doute là d'un faux de la fin du Moyen Âge, ce qu'a prouvé Duparc en 1968 en s'appuyant sur l'étude graphologique du document et déduisant une rédaction autrement récente.
La Chronique de Savoye (XIVe siècle, de Jehan d'Orieville, dit Cabaret, historiographe du comte Amédée VIII, raconte que le comte Humbert III de Savoie, heureux d'avoir eu un fils après quatre mariages, fait édifier un prieuré « à l'entrée du lac du Mont du Chat en l'honneur de saint Maurice qui, par la suite, fut appelé le Bourget ; il y installa des moines noirs de l'Ordre de Saint-Pierre-de-Cluny dont la mission fut de louer Dieur et de prier pour son fils Thomas et ses successeurs. »
Par ailleurs, dans les bullaires de Cluny, le Bourget n'est pas cité en 1055 mais seulement en 1058. La fondation du prieuré pourrait avoir eu lieu entre ses deux dates, s'inscrivant plus logiquement dans l'histoire de l'ordre de Cluny. En effet, de 1049 à 1109, l'ordre connaît le long abbatiat d'Hugues de Semur, bénédictin jeune et dynamique, bénéficiant d'une grande influence, notamment auprès du saint-siège. Acteur essentiel de la réforme de l'Église, l'ordre est alors particulièrement soutenu et favorisé par la noblesse, procédant à de nombreuses fondations ou refondations, multipliant par douze le nombre de ses établissements, lequel dépasse les 800 vers 1100. Odilon, en revanche, a fondé très peu de monastères. Aussi paraît-il plus crédible de faire du prieuré du Bourget une fondation plus récente de Cluny dont les établissements de Saint-Victor de Genève, Domène et Vizille témoignent également du rayonnement dans la région.
La charte de 1025 de la fondation par le comte Amédée Ier est fausse (Duparc). Le médiéviste Laurent Ripart donne quant à lui une période de fondation par ce même prince comprise entre 1042 et 1045.

### Des vestiges architecturaux duXIesiècle
Dès le départ, le prieuré eut vocation à être un petit monastère abritant sept moines, dont le prieur. L'essentiel du bâti actuel, de style gothique date du XIIIe et fut rénové deux siècles plus tard. Subsiste cependant du XIe siècle la crypte Notre-Dame-la-basse sur laquelle l'abbatiale est assise. Cette crypte, rare témoignage du premier art roman en Savoie, fut rénovée sous les Luyrieu au XVe siècle. On y accède par une porte située côté nord du chœur. De forme semi-circulaire, accostée par deux absidioles terminées par des voûtes en cul de four, elle présente trois nefs en berceau que séparent quatre colonnes. Les deux piles ouest, assez frustes, pourraient s'avérer être d'anciens couvercles de tombeaux.
C'est dans cette crypte que furent retrouvées diverses inscriptions dédicatoires au dieu Mercure : "Mercuro August Sacrum Titus Terentius Catullus V.S.L.M" et " Lucius Catius lucanos Mercuro V.V.S.L.M ".
Il est possible que la crypte ait eu pour fonction d'abriter un reliquaire aujourd'hui disparu. On pouvait sans doute y accéder par un escalier au sud de l'édifice qui dut être détruit lors des nombreux travaux entrepris au XIIIe siècle.

## Une longue période de croissance duXIIeauXIVesiècle

### Un lieu aimé et privilégié par les comtes de Savoie

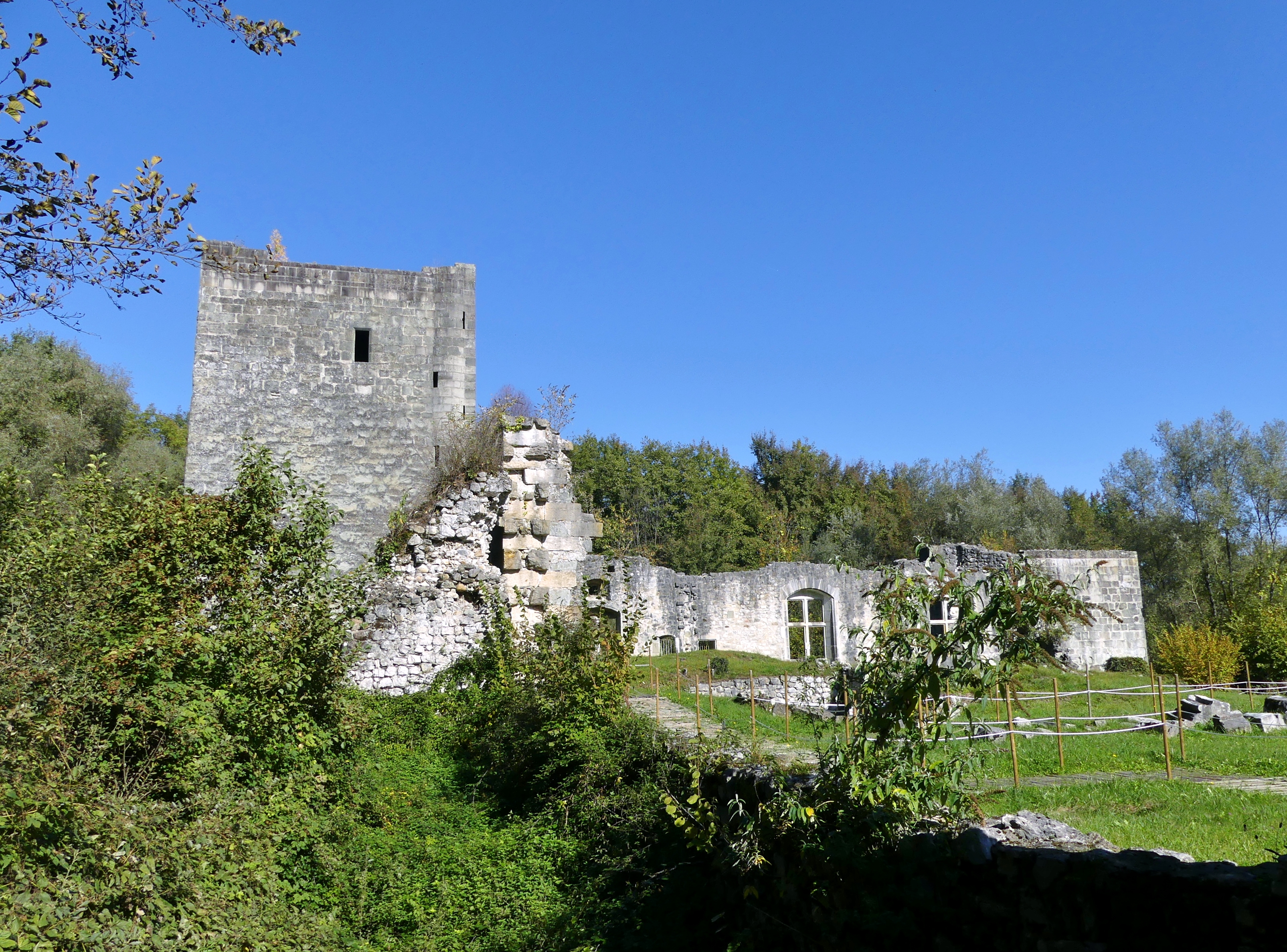
Le château de Thomas II.

Le XIIIe constitua un siècle de prospérité pour le prieuré, les moines procédant à la reconstruction quasi intégrale de leurs bâtiments. La bienveillante Maison de Savoie concéda par ailleurs de nombreux privilèges aux moines qui obtinrent ainsi d'Humbert II en 1097 une donation et en 1102[réf. nécessaire] le droit de basse justice sur leurs terres, privilège confirmé par Amédée III, Thomas Ier et Amédée IV en 1248. Cette même année, le comte acquit des moines le terrain nécessaire à la construction d'un château pour son frère, le futur Thomas II, villégiature  qui est de nos jours en ruines.
Outre ce nouveau lieu de résidence, les comtes pouvaient séjourner au prieuré, bénéficiant d'un appartement et d'une loge pour assister aux messes. Le château, proche du lac, contenait en outre un vivarium et permettait de s'adonner aux plaisirs de la chasse. Il fut fréquenté par la cour jusqu'à la fin du XIIIe siècle.
Bien qu'ils ne fussent plus propriétaires du terrain, les moines touchaient d'importants revenus de leur ancienne possession : dîme sur le vivier, impôt annuels, droit de protection. La Leysse leur fut également accordée en 1249 par Amédée IV. Les chartes concédant ces privilèges ou les renouvelant sont les rares documents conservés afférents au prieuré.

### Un édifice marqué par le gothique primitif

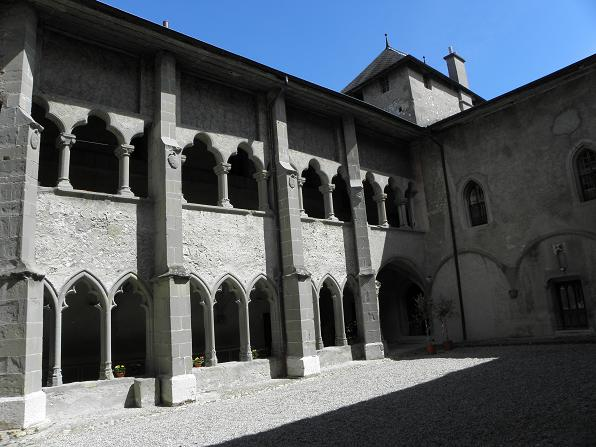
Galerie est du cloître du Prieuré du Bourget

L'essentiel des structures de la prioriale datent du XIIIe, les arcades plein-cintre originelles ayant été cependant modifiées au XVe dans un style gothique fleuri. La nef primitive, sans doute du XIIe, devait revêtir un caractère roman, certaines chapelles adjacentes présentant encore des réminiscences de ce style. L'église du Bourget, simple nef de quatre travées, précédée d'une avant nef au XIXe, est accostée de cinq chapelles, la première moderne et les suivantes communiquant entre elles à la manière d'un collatéral. Contrairement à la plupart des églises, la prioriale du Bourget n'a donc pas un plan en croix latine et la multiplicité des chapelles était bien de nature à faciliter la célébration de la mémoire des défunts dont les bénédictins de Cluny s'étaient fait les spécialistes au Moyen Âge.

Armes des Montmayeur

La première chapelle accueille les fonts baptismaux, suivi de la celle dédiée à Saint-Antoine de Padoue, éclairée par des fenêtres en plein cintre. La troisième chapelle a pour titulaire Saint Laurent, diacre romain martyr du IIIe siècle qui fut condamné à mourir brûlé sur un grill pour avoir refusé de livrer le trésor terrestre de son église. Cette chapelle possède un plafond en cul de four typique de la période romane. La quatrième chapelle, parfois dite funéraire, a été profondément modifiée au XVe, tout comme la cinquième chapelle, dédiée à la Vierge.
Dépourvue de collatéral sud en raison de la présence des bâtiments monastiques, la nef de la prioriale communique par deux portes avec l'espace claustral. Subsiste du cloître une seule galerie dotée d'un étage, Jacques de Montmayeur prieur au XIIe siècle ayant commandité cette œuvre. Le second niveau de promenade affecte des fenêtres tréflées sur colonne trilobée. Les chapiteaux sont décorés de feuilles et de roses. On y retrouve les armes des Montmayeur (D'argent, à l'aigle éployée de gueules, becquée et membrée d'azur). Cette galerie originellement au rez-de-chaussée fut déplacée au second étage au XVe siècle.

### Un chef-d'œuvre méconnu: le jubé de pierre
Cependant, la principale œuvre d'art du prieuré se trouve dans le chœur de l'église, consistant dans les vestiges d'un jubé dont les sculptures polychromes d'inspiration bourguignonne ont pour thèmes des épisodes de la vie du Christ. Originellement d'un seul tenant, le jubé de la prioriale a été découpé en six blocs de tailles différentes disposés de 1824 et 1840 à l'aplomb des murs du chœur, eu égard à leur gabarit et sans respect chronologique de la révélation messianique. D'autres morceaux subsistent, ces différentes sculptures s'apparentant à des bandes de personnages d'environ 80 cm de haut en moyenne. L'ensemble a été classé au titre d'immeuble le 23 août 1900.
- La scène la plus au nord figure l'apparition du ressuscité à Marie-Madeleine. Inquiète de la disparition du corps du Christ, la sainte femme s'entend appelée par son prénom et reconnaît alors le Sauveur. Revêtu d'un manteau rouge, Jésus, par un geste de la main lui signifie son refus explicite d'être touché (noli me tangere).
- La seconde scène représente les disciples d'Emmaüs : après une longue marche depuis Jérusalem, ayant invité le Christ à partager leur repas, ils le reconnaissent au partage du pain.
- La troisième scène couple deux épisodes de la vie du Christ : la descente de croix à gauche et la découverte du tombeau du Christ vide par Marie Salomé, Marie-Madeleine, Marie (mère de Jacques) à droite. Les saintes femmes sont accueillies par un ange montrant le linceul de Jésus. Au premier plan on voit un soldat en habit du XIIIe siècle.
- La quatrième scène présente l'incrédulité de Thomas.
- Le cinquième tableau a pour thème les Rameaux : le Christ chevauchant un âne est suivi de ses apôtres. Deux groupes de personnages l'entourent symétriquement : enfants montés dans des arbres, habitants de Jérusalem tenant des palmes ou étendant des tapis.
- Enfin, la sixième scène regroupe deux épisodes appartenant au cycle de nativité : l'adoration des mages à gauche et l'Annonciation à droite, tandis que Joseph est averti par deux anges de la paternité divine de Jésus et de l'impérieuse nécessité de la fuite en Égypte pour échapper au massacre des Innocents.

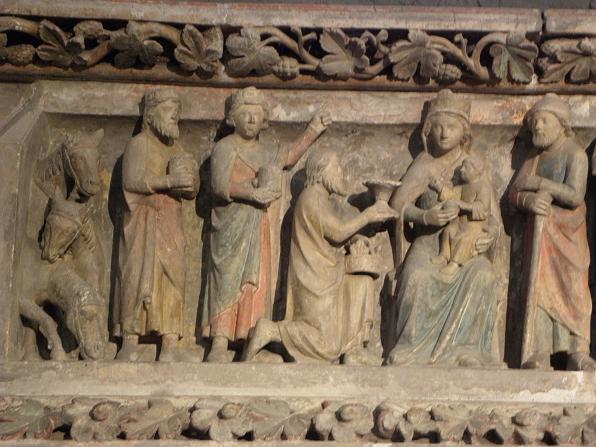
L'adoration des Mages
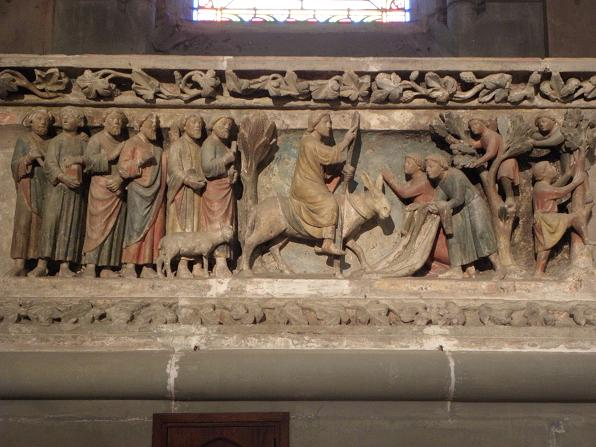
Les Rameaux
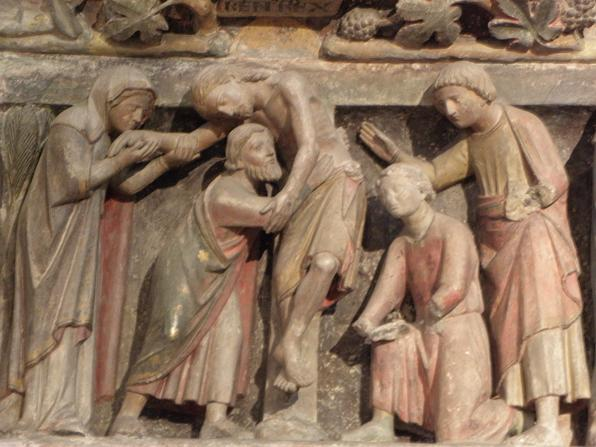
Descente de Croix
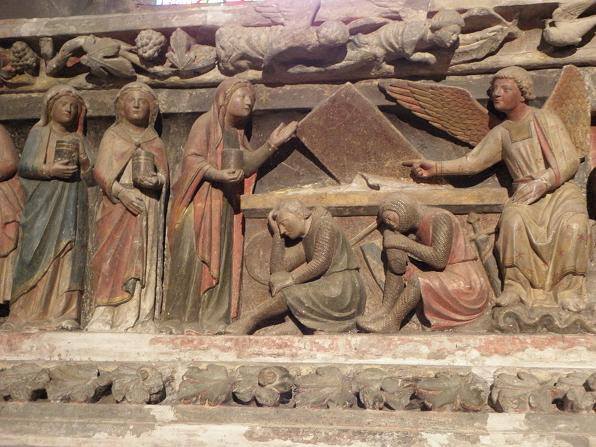
Saintes femmes au tombeau du Christ

## Automne et renouveau avant l'arrivée des Jésuites

### Un premier déclin
En dépit des travaux réalisés dans le cloître, le XIVe siècle semblerait marquer un recul notable de la prospérité du prieuré du Bourget. Ainsi l'Évêque de Grenoble constate-t-il, à l'occasion d'une de ses visites d'inspection, qu'il pleut dans l'église. Les moines accusent par ailleurs la maison mère de soustraire la majeure partie des revenus de l'établissement, compromettant de la sorte la décence de la vie monastique. Si Cluny connaît certes la concurrence croissante de l'ordre de Citeaux, les bénédictins continuent nonobstant à bénéficier de l'appui et des faveurs de la papauté, notamment Benoît XII (pape de 1334 à 1342), qui maudit tous ceux qui s'attaqueraient à leurs biens.
Si le XIVe siècle marque un tournant pour le Bourget, il s'agit plutôt d'une relative désaffection de la Maison de Savoie qui délaisse progressivement le château de Thomas II pour celui de Chambéry, acquis à la fin du XIIIe. Résidence secondaire au XIVe, abandonné fin du XIVe, le château de Thomas II passera par la suite dans un état plus que médiocre à la famille de Seyssel. Assez certainement, l'éloignement de la cour a provoqué la baisse de revenus du prieuré bien que la bienveillance des comtes n'ait pas due totalement disparaître, un membre de cette famille, Édouard, ayant été prieur du Bourget fin XIVe début XVe.

### L'âge d'or des Luyrieu

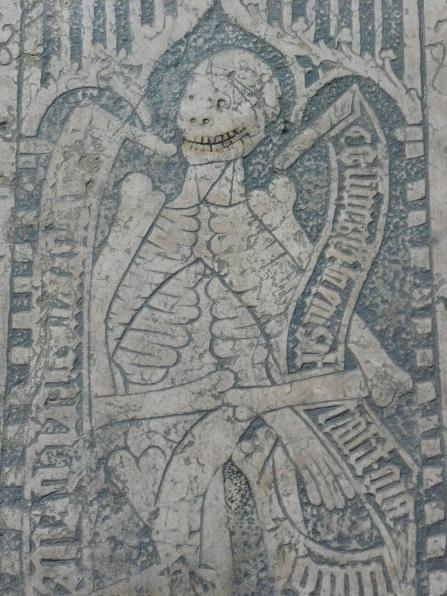
Dalle funéraire d'Odon II

Au XVe siècle, la famille de Luyrieu marqua notablement l'histoire du prieuré, lui donnant trois prieurs successifs qui rénovèrent, sinon transformèrent, l'ensemble des bâtiments. Cette famille, originaire du Bugey, proche de la maison de Savoie, possédait de nombreuses terres et seigneuries, particulièrement en Chautagne (Chanaz, Chatillon, Villard...). Elle était même apparentée à la maison comtale, Aynard de Luyrieu étant ainsi le petit-fils de Catherine de Savoie. Prieur en 1433, il mena une campagne de rénovation intégrale de l'église dans le style gothique (nef, chœur et chapelles). Son neveu Odon II (ainé des enfants de son frère Lancelot), après avoir été copiste du prieuré, lui succéda en 1460. Sa pierre tombale se trouve adossée au mur sud de la nef. Illustration d'un certain népotisme, un autre Oddon de Luyrieu fut prieur de 1482 à 1534.
On attribue à l'un de ces Oddon la rénovation du cloître, l'influence de la famille de Luyrieu s'exprimant au prieuré par le grand nombre de fois où se voient figurées leurs armes et leur devise (D'or au chevron de sable, "Belle sans blâme").

### La rénovation de l'Église et du cloître
Les transformations de la nef furent réalisées sous Aynard : surélévation des murs (chaque croisée d'ogive se voyant ornée du blason de Luyrieu), modifications des arcs reliant nef et chapelles adjacentes (arcades portées par des culots figurant des anges présentant dans leurs mains les mêmes armes).
Du XVe datent également le bénitier à l'entrée de la nef au décor d'anges beaucoup plus fruste, la décoration de certaines chapelles (un bénitier de la chapelle Saint-Antoine retrouvé dans un champ, statue de la vierge dans la chapelle éponyme ainsi que son autel en bois doré, vitrail représentant Saint-Pierre et Saint-Paul ainsi qu'une crucifixion, le registre inférieur s'ornant des armes de Savoie et de la croix de Saint Maurice).

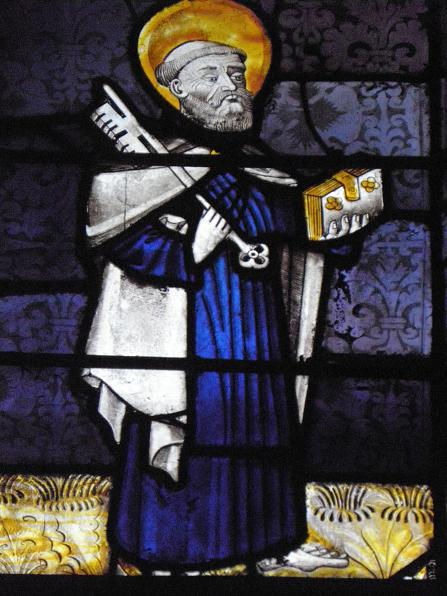
St-Pierre
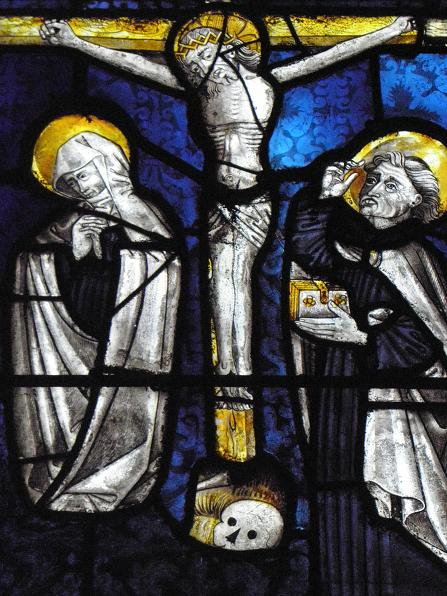
Crucifixion
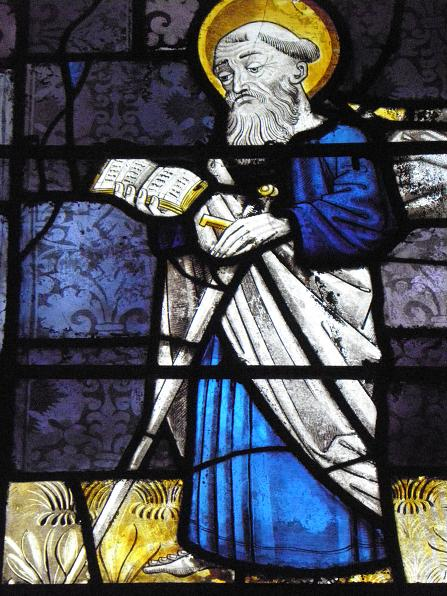
St-Paul

Le chœur est formé de deux travées, l'une barlongue, l'autre polygonale. Typique de cette époque, il mesure 12 mètres de haut. Une voûte d'ogive à sept nervures le coiffe, six de ces faisceaux ayant pour appuis des piliers composés d'une tête animale ou humaine posée sur des chapiteaux feuillagés. Ces derniers surmontent des colonnes trilobées semi engagées.

Armes de Luyrieu

La rénovation des bâtiments conventuels ne put cependant être achevée par Oddon. Trois arcades font défaut pour fermer le cloitre qui aurait alors affecté une forme rectangulaire et aurait été doté d'un étage. Si le niveau supérieur est en fait composé d'une arcature déplacée depuis l'étage inférieur, celui-ci repose un plafond ogival du XVe. La galerie du rez-de-chaussée est de style gothique flamboyant et l'on communique entre les deux galeries par un escalier à visse classé. On y retrouve encore les armes de la famille Luyrieu. Ce cloître donne accès à une salle capitulaire dédiée à Saint-Claude ainsi qu'au réfectoire, orné d'un plafond à caisson. La cuisine présente le même genre de plafond, montrant encore sa cheminée armoriée d'origine, avec ses plaques et le four à pain. Le prieuré compte également une bibliothèque dont la voûte est habillée de panneaux de cuir de Cordoue aux fines dorures, enserrés dans des croisillons d'acajou. Le cuir de Cordoue, également nommé Guadamacile, est un cuir d’apparence doré, dont la couleur affecte un aspect de cuir repoussé, souvent peint ou recouvert de dorure. Sur la gauche de la bibliothèque émerge la tour carrée des comtes où ceux-ci avaient pour habitude de résider jusqu'au XVe, date où ils la cédèrent aux moines.

## Conclusion
Au XVIe siècle, l'influence clunisienne est en sérieuse perte de vitesse, le nombre total des moines de cette obédience diminuant sérieusement. Toujours prestigieux, certes, Cluny, du fait du système de la commande voit son rayonnement spirituel s'étioler, devenant un bénéfice de choix que le pouvoir royal concède à ses protégés. Dans ce contexte le prieuré devient une possession des Jésuites. En 1587, le dernier prieur, Alexandre Massato (élue en 1558) est nommé évêque d'Imola et sollicite alors la suppression du monastère du pape Grégoire XII qui l'accorde. Les jésuites prennent le relais des bénédictins avant que de céder la place au franciscains en 1773.
Aujourd'hui, Le prieuré du Bourget-du-Lac n'a rien perdu de son charme ni le jardin de son éclat. Il nous livre un des rares témoignages de l'art du XIe siècle en Savoie. Il recèle d'œuvres d'une grande qualité. Son histoire a été marquée par la présence du château de Thomas II et la bienveillance des comtes de Savoie qui lui apportèrent richesse et renommée.
À une moindre échelle, les Montmayeur au XIIe siècle, et les Luyrieu au XVe siècle, ont contribué au rayonnement artistique du prieuré. Aujourd'hui, ce lieu en partie classé accueille l'église paroissiale, différentes associations (botaniste, musique, art, exposition) et festival de musique vocale contemporaine "Les voix du prieuré", qui contribuent tant à sa conservation qu'à son animation culturelle et cultuelle.

## Protection
L'église est classée au titre des monuments historiques depuis le 23 août 1900 alors que le cloître, l'escalier et la galerie sont classés en 1910 et le reste du prieuré, inscrit en 2006.